# Hylesia hawksi
Hylesia hawksi is een vlinder uit de familie nachtpauwogen (Saturniidae), onderfamilie Hemileucinae.
De wetenschappelijke naam van de soort is voor het eerst geldig gepubliceerd door Lemaire, Wolfe & Monzon in 2001.